# Tupferzange

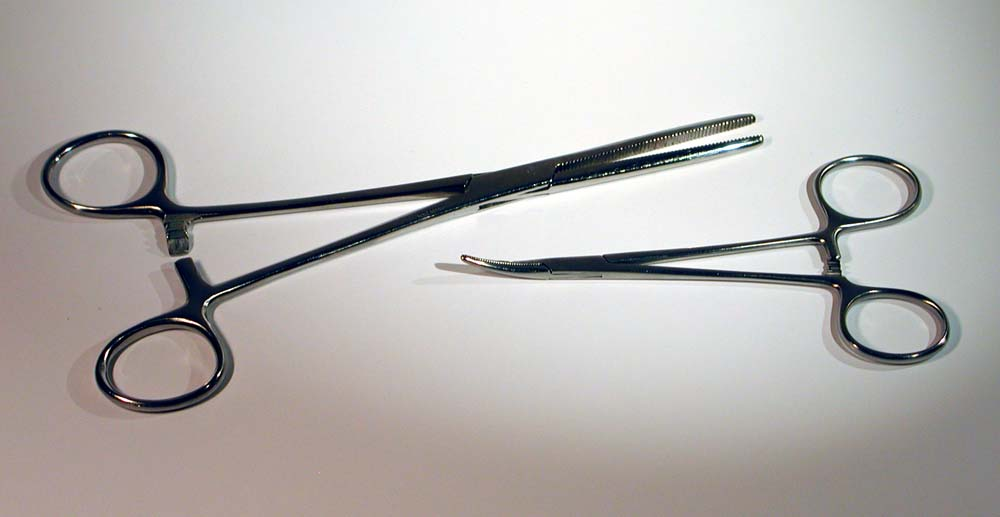
Tupferzangen aus rostfreiem Stahl

Eine Tupferzange ist ein mechanisches Greifwerkzeug. Sie wird mitunter auch Klemme genannt. Der technische Vorläufer der Tupferzange war die Kneife.
Tupferzangen sind meistens aus Metall gefertigt und werden vorwiegend in der Medizin eingesetzt.
Oberhalb des Handgriffs haben sie ein Schloss, um den mit den Branchen gefassten Gegenstand zu fixieren.  